# Споменик групи Смак
Споменик групи Смак откривен је у Крагујевцу, на новоформираном Тргу омладине, 22. септембра 2023. године. Представља омаж легендарној српској и југословенској рок групи Смак, насталој управо у овом граду давне 1971. године. Део је уметничког концепта новог Трга омладине, а дело је београдске ауторке Катарине Трипковић.
Споменик се налази испред крагујевачког Дома омладине, на Тргу омладине, новоформираном на раскрсници улица Бранка Радичевића и Вука Караџића, а преко пута Ђачког трга и Прве крагујевачке гимназије.

## Изглед споменика
Споменик представља композицију коју чине четири скулптуре изливене у бронзи. Скулптуре представљају чланова прве дуговечније поставке ове групе: певача Бориса Аранђеловића са микрофоном и чувеним даирама, Радомира Михајловића Точка са гитаром, Слободана Стојановића Кепе за бубњевима и Зорана Милановића са бас гитаром, а изливене су у природној величини.

## Предисторија
Иницијатива за подизање споменика потекла је из Дома омладине 2022. године, а подржала ју је локална самоуправа. Крагујевачки Дом омладине је установа културе у којој су „смаковци” имали прве наступе. Група је званично формирана 1971, а име је добила по истоименој позоришној представи која је припремана у Дому омладине. Прву дуговечнију поставу из 1974. године чинили су управо Радомир Михаиловић Точак, Слободан Стојановић Кепа, Зоран Милановић и Борис Аранђеловић. Својом музиком и енергијом група Смак обележила 70-те године на простору бивше Југославије и постала је један од симбола Крагујевца.

### Контроверзе
Мишљења о изгледу споменика и самих скулптура су подељена. Док једни споменик рок групи виде као начин да се град макар на неки начин одужи овој легендарној рок групи, која је прославила Крагујевац у целом свету, други су негодовали већ по појављивању првих фотографија на друштвеним мрежама. Многи сматрају да, иако направљен из добре намере и ради одавања почасти великанима града, споменик више делује као пародија.

## Свечано откривање споменика
Споменик је откривен истовремено са отварањем новог крагујевачког Трга омладине, чији је централни део. Свечано су га открили сами чланови групе Смак − Радомир Михајловић Точак, Слободан Стојановић Кепа и Зоран Милановић, док је скулптуру певача групе Бориса Аранђеловића, који је преминуо 2015. године, открио је тадашњи актуелни градоначелник Крагујевца Никола Дашић. После отварања приређен је велики ватромет.
После свечаности на суседном Ђачком тргу, испред Прве крагујевачке гимназије, концерт је одржала група Смак плус, коју чине синови и братанац тројице чланова оригиналне поставе Смака. Том приликом свирали су најпознатије хитове рок групе Смак.
Градске власти надају се да ће овај споменик привући многе посетиоце и постати својеврсна туристичка атракција Крагујевца, а посебно током трајања Арсенал феста, када се у Крагујевцу окупи десетак хиљада љубитеља музике.